# On choisit pas ses parents

On choisit pas ses parents est un téléfilm français réalisé par Thierry Binisti, diffusé en 2008, et qui remporte le prix France télévisions la même année. 
Il s'agit de l'adaptation du roman jeunesse Oh, Boy ! de Marie-Aude Murail, publié en 2000. 

## Synopsis
Bart, un homme de 26 ans un peu immature, mène une vie de jeune homme comme il l'entend, et ne se préoccupe guère de l'avenir. Sa vie prend une autre tournure lorsqu'il apprend non seulement qu'il a trois demi-frères et sœurs, mais aussi qu'ils sont orphelins depuis peu. Seul parent proche, il accepte, à la demande d'un juge, de les accueillir à son domicile. Au juge seul de prononcer la garde. Mais, une autre demi-sœur, plus âgée et plus posée, prénommée Josiane, insiste tout à coup pour avoir la garde des enfants. Le défi est lancé: qui remportera le duel ? Comment le juge tranchera-t-il ?

## Distribution
- Flannan Obé : Bart Morlevent
- Élisabeth Vitali : Josiane
- Milan Argaud : Siméon
- Louise Héritier : Morgane
- Nova Luna Castano : Venise
- Alex Descas : le juge Mauvoisin